# Kostas Voutsas
Kostas Voutsas (grško Κώστας Βουτσάς; rojen Konstantinos Savvopoulos grško Κωνσταντίνος Σαββόπουλος), grški igralec, režiser in pisatelj, * 31. december 1931, Atene, Grčija, † 26. februar 2020, Atene,

## Življenjepis
Voutsas se je rodil leta 1931 v Atenah in se leta 1932 preselil v Solun, kjer je kasneje študiral dramo v dramski šoli makedonskega konservatorija v Solunu in leta 1953 debitiral na odru in prizorišču.   
Bil je pomemben igralec zlate dobe grške komercialne kinematografije in zvezdnik producentske hiše Finos Films. Igral je v približno 60 filmih, večinoma komedijah in muzikalih.   
Leta 1961 je prišlo do njegovega preboja, ko mu je grški filmski režiser Giannis Dalianidis dodelil vodilno vlogo v svoji fenomenalno uspešni mladinski melodrami O Katiforos. Kmalu je postal eden najboljših in najbolj priljubljenih komičnih igralcev svoje generacije, kjer je kot zvezdnik igral klasične komedije, kot so Aristofanove Ose (kot Filokleon) in Molièrov Žlahtni meščan (naslovna vloga) itd. 
Grški komercialni kino je z leti izgubil veliko svojega nekdanjega ugleda in Voutsas se je tedaj zavzemal predvsem za ohranitev gledališč. V intervjuju za atenski dnevni časopis To Vima je dejal: »Igranje v filmih mi je zelo pomagalo, vendar sem se vedno posvečal gledališču in tu sem našel svoj vrhunec.« Njegovo igralsko tehniko proučujejo na Univerzi v Patrasu. Prejel je številne nagrade za življenjsko delo: Mednarodni filmski festival v Solunu in še več. 
Voutsas je umrl zaradi pljučne okužbe 26. februarja 2020 v atenski bolnišnici, star 88 let.